# Цукрист перуанський
Цукри́ст перуанський (Xenodacnis parina) — вид горобцеподібних птахів родини саякових (Thraupidae). Мешкає в Еквадорі і Перу. Це єдиний представник монотипового роду Перуанський цукрист (Xenodacnis).

## Опис
Довжина птаха становить 13-14 см. Виду притаманний статевий диморфізм. Самці підвиду X. p. petersi мають темно-синє забарвлення, поцятковане яскраво-лазуровими смужками, особливо на спині. У самиць цього підвиду лоб, обличчя, края покривних пер, надхвістя і хвіст блакитні, решта тіла має охристе забарвлення. У самців номінативного підвиду забарвлення дещо блідіше, сірувато-блакитне, з невеликою кількістю смужок або без них. У самиць номінативного підвиду тім'я і потилиця повністю блакитні, нижня частина тіла дещо яскравіша. Дзьоб невеликий, товстий, гострий.

## Підвиди
Виділяють три підвиди:
- X. p. bella Bond, J & Meyer de Schauensee, 1939 — Анди на південному заході Еквадору (Асуай) та на півночі Перу (Східний хребет Перанських Анд в Амазонасі і Ла-Лібертаді);
- X. p. petersi Bond, J & Meyer de Schauensee, 1939 — західні схили Анд в центральному і південному Перу (від Кахамарки на південь до Арекіпи);
- X. p. parina Cabanis, 1873 — долини між хребтами Анд на півдні центрального Перу (Хунін, Аякучо, Апурімак, Куско).

Деякі дослідники виділяють підвид X. p. petersi у окремий вид Xenodacnis petersi.

## Поширення і екологія
Перуанські цукристи живуть у вологих гірських тропічних лісах Polylepis і Gynoxys та у високогірних чагарникових заростях. Зустрічаються поодинці, парами або невеликими сімейними зграйками, на висоті від 3100 до 4500 м над рівнем моря. Живляться комахами, зокрема попелицями, а також нектаром і соком рослин. Гніздо чашоподібне. в кладці 1-2 яйця. Інкубаційний період триває 17-20 днів, пташенята покидають гніздо через 16-18 днів після вилуплення.